# Urophonius eugenicus
Espèce
Synonymes
- Iophorus eugenicus Mello-Leitão, 1931

Urophonius eugenicus est une espèce de scorpions de la famille des Bothriuridae.

## Distribution
Cette espèce est endémique de la province de Santa Cruz en Argentine.

## Description
Le mâle holotype mesure 34,74 mm et la femelle 40,02 mm.

## Systématique et taxinomie
Cette espèce a été décrite sous le protonyme Iophorus eugenicus par Mello-Leitão en 1931. Elle est placée dans le genre Urophonius par San Martín en 1965.

## Publication originale
- Mello-Leitão, 1931 : Notas sobre os Bothriuridae Sul-Americanos. Arquivos do Museu Nacional, vol. 33, p. 75-105 (texte intégral).